# Apeldoorn Noordoost
Apeldoorn Noordoost is een stadsdeel en wijk in de stad Apeldoorn. Het stadsdeel wordt begrensd door het Apeldoorns Kanaal in het westen, de spoorlijn Apeldoorn - Deventer in het zuiden en de A50 in het oosten.

## Stadsdeel Apeldoorn Noordoost
De wijk Apeldoorn Noordoost en drie buurten van de wijk Apeldoorn Oost vormen samen het stadsdeel Apeldoorn Noordoost. Het stadsdeel heeft ruim 40.000 inwoners en is daarmee qua inwoners het grootste stadsdeel van Apeldoorn.

### Wijk Apeldoorn Noordoost
De wijk Apeldoorn Noordoost bestaat uit Zevenhuizen, Zuidbroek en Bedrijvenpark Apeldoorn-Noord. Deze buurten vallen onder wijkraad Zevenhuizen-Zuidbroek. De buurt Zuidbroek is nog volop in ontwikkeling. Het bedrijvenpark heeft onder meer een grote autoboulevard.

### Wijk Apeldoorn Oost
Van de wijk Apeldoorn Oost vallen alleen Welgelegen en Osseveld/Woudhuis onder stadsdeel Apeldoorn Noordoost.